# Алкенілювання
Алкенілювання (рос. алкенилирование, англ. alkenylation) — введення алкенільних груп (вінілювання, алілювання) у молекули заміщенням у них при атомі C (C-алкенілювання) атома H або металу під дією ненасичених спиртів чи галогенідів або приєднанням субстрату до кратних зв'язків дієнових чи ацетиленових сполук, або ж таке заміщення при гетероатомах N, O (N- чи O-алкенілювання).
R-H + X-CH2CH=CH2 → R-CH2CH=CH2 (де X — Hlg, OH тощо)
ArNH(Bz) + CH2=CHCH2-OSO2Ph —a→ Ar(Bz)NCH2CH=CH2 (де a — K2CO3)